# Alexandros Papagos
Alexandros Papagos (řecky Αλέξανδρος Παπάγος, 9. prosince 1883 – 4. října 1955) byl řecký politik a polní maršál, který vedl řeckou armádu ve druhé světové válce proti mocnostem Osy a později ještě koncem řecké občanské války. V květnu 1951 vystoupil z armády, aby se angažoval v politice. Založil politickou stranu Řecké sjednocení, s kterou vyhrál volby v září 1951. Athénské předměstí Papagou, kde se nachází řecké ministerstvo obrany, je pojmenováno po něm. Je nejznámějším řeckým armádním velitelem druhé světové války.

## Život
Narodil se v Aténách v roce 1883. Jeho otec byl generálmajor Leonidas Papagos.
V roce 1902 vstoupil do Bruselské vojenské akademie. Oženil se s Marii Kallinskiou, dcerou generála Andrease Kallinskis-Roïdis. V roce 1911 byl povýšen na nadporučíka a účastnil se válek na Balkáně v letech 1912–13. V roce 1913 byl povýšen na kapitána. Po skončení balkánských válek sloužil v 1. jezdeckého pluku a III. armádním sboru. V roce 1916 byl povýšen na majora a v roce 1916 byl jmenován náčelníkem štábu obrněné brigády.
Dne 10. října 1935, spolu s viceadmirálem Dimitriem Oikonomou a Georgiem Reppasem, svrhli vládu Panagise Tsaldarise a Papagos se stal ministrem pro vojenské záležitosti v novém kabinetu Georgia Kondylise, který okamžitě prohlásil, že obnoví řeckou monarchii.
Dne 5. března 1936 byl jmenován generálním inspektorem armády a svůj post držel do 31. července. Další den byl povýšen na náčelníka generálního štábu armády. Během následujících let se v této funkci aktivně snažil reorganizovat armádu pro očekávanou válku.
Při vypuknutí řecko-italské války (italským útokem) dne 28. října 1940 se stal velitelem armády a post si udržel až do kapitulace řeckých ozbrojených sil po německé invazi do Řecka v dubnu 1941. Papagos režíroval řecké operace proti Itálii podél řecko-albánské hranice. Řecká armáda pod jeho velením 8. listopadu Italy zastavila a donutila je stáhnout se hluboko do Albánie (mezi 18. listopadem a 23. prosincem). Úspěchy řecké armády proti papírově silnějšímu nepříteli mu přinesly obdiv a slávu doma i mezi Spojenci. I druhá italská útočná vlna mezi 9. a 16. březnem 1941 byla odražena.
Přesto se Papagos rozhodl zachovat většinu řecké armády na albánském pomezí, namísto posílení severovýchodní obranné linie proti Bulharsku. Při německé invazi z této strany zahájené 6. dubna 1941 se Řekové v Makedonii zuřivě bránili útokům na Metaxasovu linii, ale byli nepřítelem přemoženi. Brzy potom i řecká epirská armáda kapitulovala a 23. dubna uprchla řecká vláda na Krétu.
Papagos zůstal v okupovaném Řecku a v červenci 1943 byl zatčen německými okupačními orgány a převezen do Německa jako rukojmí. Na konci dubna 1945 byl převezen do Tyrolska spolu s asi 140 dalších prominentními vězni z koncentračního tábora Dachau. Byl osvobozen Pátou americkou armádou dne 5. května 1945.
V lednu 1949 byl znovu jmenován velitelem v probíhající řecké občanské válce. Jako odměnu za jeho služby mu byl 28. října 1949 udělen titul Maršál (Stratarches) a vrchním velitelem byl až do roku 1951.
Od roku 1951 se angažoval v politice. Založil stranu Řecké sjednocení (Ελληνικός Συναγερμός), po vzoru De Gaulla, a vyhrál v září volby s 36,53 procenty hlasů, z velké části díky své osobní popularitě, protože byl silný a odhodlaný vůdce, a také díky porážce komunistů v občanské válce, která byla připisována z velké části jeho vedení.
Alexandros Papagos zemřel ve funkci předsedy vlády Řecka roku 1955.